# Choisya dumosa
Choisya dumosa là một loài thực vật có hoa trong họ Cửu lý hương. Loài này được (Torr. & A.Gray) A.Gray mô tả khoa học đầu tiên năm 1888.